# 辰馬本家酒造
辰馬本家酒造株式会社（たつうまほんけしゅぞう、Tatsuuma-Honke Brewing Co., Ltd.）は、兵庫県西宮市の清酒メーカーである。灘五郷では西宮郷に所在する。

## 概要
1662年（寛文2年）創業。主な銘柄として「黒松白鹿」「白鹿」の2つをもつ。これら2つの銘柄は大まかに「特定名称酒か否か」で使い分けられている。（特定名称酒には「黒松白鹿」を使用）
代々社長・会長は辰馬家から輩出され、辰馬家により同族経営が行われている。辰馬家は灘の嘉納家（嘉納財閥）や山邑家（山邑財閥）などとともに、酒蔵でも指折りの名門である。戦前は土地開発や金融業、海運業などさまざまな事業を手がけ辰馬財閥を形成していた。また本町辰馬家出身の山県勝見（元国務大臣・興亜火災海上保険元会長）が、辰馬財閥の大番頭として活躍したことでも知られている。他の阪神財閥とともに、阪神間文化（阪神間モダニズム）にも少なからず影響を与えた。戦後は財閥解体（第5次指定）の対象となり、現在の酒造業を中心とする体制へと移行したが、解体に伴って財閥を離れた事業の中には現在も残る企業の礎となったものもある。（→#関係企業）
2016年4月には、江戸・明治期に築造された白壁造りの土蔵を活用した蔵元直営の「ショップ＆レストラン 白鹿クラシックス」を建て替え、“木漏れ日のある酒蔵の店”をコンセプトに全面リニューアルオープンした。
みどり会の会員企業であり三和グループに属している。

### 銘酒「白鹿」の由来
『白鹿』の名前は、長生を祈る中国の神仙思想に由来する。唐の時代、玄宗皇帝の宮中に一頭の鹿が迷いこみ、仙人の王旻（おうびん）がこれを千年生きた白鹿と看破した。鹿の角の生え際には「宜春苑中之白鹿」と刻んだ銅牌があり、唐の時代から千年遡った漢の武帝の時代のものとわかった。皇帝はこれを瑞祥と歓んで慶宴を開き、白鹿を愛養したと伝わる。その後にこの話を詠った瞿存斎（くぞんさい）の詩には「長生自得千年寿」の一節がある。「白鹿」の名は、縁起のよいこの故事にならい名付けられた。
なお、茨城県石岡市にある石岡酒造でも『白鹿』の銘柄で日本酒を製造・販売しているが、石岡酒造との資本・業務提携関係は無い。辰馬本家酒造の白鹿は縦書き、石岡酒造の白鹿は横書きで区別されている。

## 歴史
- 1662年 - 創業者である辰屋吉左衛門が初代辰屋（当時の屋号）で創業、酒造業を始める。その後、海漕業・金融業などに拡大[8]。
- 1843年 - 年産2000石を突破[9][10]
- 1852年 - 宮水販売部開設[9]
- 1853年 - 製樽業始まる[9]
- 1855年 - 辰馬きよ（10代吉左衛門未亡人）が采配を振る
- 1861年 - 製樽工場開設[9]
- 1867年 - 江戸積樽廻船の和船6隻所有。江戸へ清酒や雑貨を積送し、米や雑貨を積荷して帰坂[9][11]。
- 1873年 - 米穀部創設[9]
- 1875年 - 薪炭部創設[9]
- 1877年 - 辰馬米穀部として本格的な営業を開始し、辰馬家の酒造用原料米の買入斡旋とともに米穀問屋業や精米業も始める[9]。
- 1879年 - 薪炭部の問屋営業を拡大し、大阪や神戸の薪炭業者への卸売始める[9]。
- 1884年 - 神戸の監獄付属マッチ製造場を兵庫県より払い下げ、マッチ工場「日出館」創業[12]
- 1885年 - 日本郵船積酒荷の集荷などを行なう辰馬回漕店を創業し、海上火災保険の代理店業務も始める[13]。神奈川支店開設[9]。恵美酒銀行の主要株主となる[9]。
- 1887年 - 西宮にマッチ工場「日新館」創業[12]。汽船を購入し、地元の酒造家たちと「有限会社盛航会社」を共同経営し、九州の石炭や備前の食塩などを輸送[9]。
- 1891年 - 和歌山支店開設[9]
- 1892年 - 「辰馬本家商店」の名で営業開始。1万7500石（3150キロリットル）を醸造、日本一の醸造高を記録。その後、本業である酒造事業のほか、汽船会社（海運業）や海上火災保険業・教育業などへ事業を拡大。財閥を形成する。製樽工場拡大し、独立する。
- 1893年 - 有限会社盛航会社を盛航株式会社に改組し、社長に辰馬本家番頭の辰栄之介が就任[9]。
- 1897年 - 13代辰馬吉左衛門が当主となる[14]。所有蔵数21を数える。摂州灘酒家興業会社を盛航株式会社が吸収[9]。
- 1898年 - 所有船舶すべてを摂津航業株式会社に売却し盛航株式会社を解散[9]。
- 1901年 - 「白鹿」ブランドへの統一化と全国展開を図る[9]。辰馬回漕店を合資会社辰馬本家回漕部に改組（1910年解散）[9]。
- 1903年 - 台湾で合資会社辰馬商会が設立される[9]
- 1905年 - 辰馬本家汽船部を設立。
- 1907年 - 瓶詰酒販売始める。印刷部開設[9]。
- 1909年 - 汽船部門が「辰馬汽船合資会社」として独立し、1916年に「辰馬汽船株式会社」に改組(のち吸収合併を繰り返し商船三井に発展)[13]
- 1912年 - 大連に合資会社辰馬商会設立[9]
- 1917年 - 辰屋の酒造部が一部を除いて法人化され、辰馬本家酒造株式会社となる。13代当主が相談役に、実弟の浅尾豊一が社長に、常務取締役に辰馬勇治郎が就く[9]。辰馬半右衛門、事業を辰馬本家に売却。安治川土地株式会社設立し、大規模土地開発を行なう[9]。
- 1919年 - 火災海上保険部門が東京海上火災保険との共同出資で「辰馬海上火災保険」として独立(その後吸収合併を経て損害保険ジャパン日本興亜に発展)[13]。夙川土地株式会社設立し、「花の夙川園」運営や住宅地の造成を行なう[9]。
- 1920年 - 高級酒「黒松白鹿」を発売。学校法人辰馬育英会を創設し、甲陽学院中学校・高等学校、松秀幼稚園が発足。
- 1924年 - 酒造経営のすべてが辰馬本家酒造株式会社の経営となる[9]
- 1924年 - 有価証券、船舶不動産の取得および利用ならびに各種事業に対する投資を目的とした持株会社「辰馬合資会社」設立[9]。
- 1940年 - 甲陽高等商業学校設立[9]。
- 1943年 - 分家の南辰馬家の事業を合併。
- 1971年 - 学校法人千歳学園松秀幼稚園開園。
- 1981年 - 辰馬章夫社長就任。
- 1983年 - 創業320年記念に白鹿記念酒造博物館を開設。
- 1992年 - 甲子園都ホテル（現・ホテルヒューイット甲子園）開業。
- 1993年 - 「六光蔵」竣工。
- 2010年 - 旧「白鹿館」瓶詰工場閉鎖。新工場「白鹿館」竣工。
- 2011年 - 社会福祉法人清松学園かえで保育園開園。

## 辰馬家の歩み

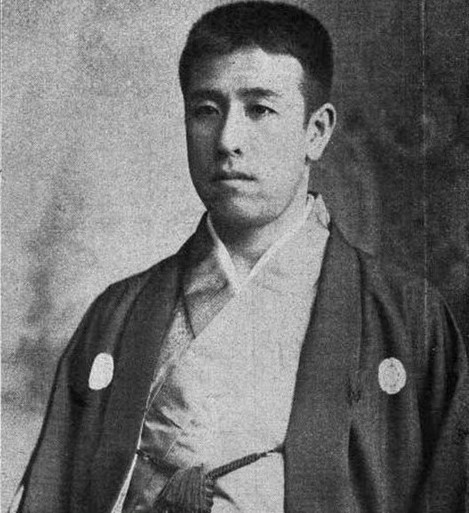
13代辰馬吉左衛門

当主は代々「辰屋吉左衛門（のち辰馬吉左衛門）」を名乗る。7代辰馬吉左衛門の時代（18世紀末）に酒業栄え、その後西宮有数の酒造家に発展。安政2年（1855年）に10代辰馬吉左衛門が急逝し、11代辰馬吉左衛門が家督を継ぐも若年のため、10代吉左衛門未亡人の辰馬きよ（1809 - 1901）が、番頭の辰栄之介とともに切り盛りする
。この時期に酒業ますます栄え、明治初頭に4000石だった生産高を20年ほどで約4倍に伸ばし、江戸積樽廻船の運航、宮水の販売など、経営も多角化する。
この時期分家も進み、北辰馬家、南辰馬家、松辰馬家、柳辰馬家などが生まれた。北辰馬家は、10代辰馬吉左衛門の三女の婿である辰馬悦蔵が興し、白鷹 (企業)として存続する。南辰馬家は10代吉左衛門の四男である辰馬喜十郎（日本摂酒株式会社社長）が興し(1943年に本家と合併)、洋館「旧辰馬喜十郎住宅」で知られる。11代吉左衛門の娘が興した松辰馬家、南辰馬家初代の養女・潤（子爵大久保教尚の叔母）の婿・辰馬勇次郎が興した柳辰馬家はのちに本家と合併した。勇次郎は辰馬汽船合資会社社長などを務めた。10代吉左衛門の三男の辰屋鹿蔵は、中島家(尾張藩の飛び地門戸村の代官)に養子に入って中島成教となり、明治維新後に実家の辰馬本家と共同で神戸でマッチ工場を経営した。
11代辰馬吉左衛門には子がなく、妻の辰馬たきが12代当主を務めた。13代辰馬吉左衛門(1868 - 1943)は分家の北辰馬家の辰馬悦蔵の長男で、明治16年(1883年）16歳で辰馬本家の養子となり、1897年に家督を相続、酒造経営の近代化と合理化に努めた。汽船部を設立し、第1次世界大戦により好景気となり、教育事業も始めた。妻は松平直致の四女。13代の姪の婿である山県勝見は、辰馬海上火災保険社長、辰馬汽船社長を経て参議院議員となり、吉田内閣で国務大臣、厚生大臣を歴任した。
戦後の社長を務めた辰馬力(1896 - 1981)は南辰馬家初代の養子・辰馬利一(恵美酒銀行頭取、日本摂酒社長)と妻のあい（児島惟謙の娘）の長男で、戦前より社長を務めていた実家の日本摂酒が辰馬本家と合併したことにより社長となった。妻は若尾璋八、毛利忠三（毛利元亮の子）の娘、弟・俊夫の岳父に平賀譲がいる。
その後継社長で14代当主の辰馬吉男(1906 - ?)は13代辰馬吉左衛門の長男。山口吉郎兵衛の長女を妻とし、15代当主となる長男・辰馬章夫(1941 -)をもうける。章夫は慶応義塾大学法学部法律学科卒業後、朝日麦酒を経て昭和43年（1968年）に辰馬本家酒造に入社し、昭和56年（1981年）代表取締役社長に就任、全国各地に「白鹿会」結成し、白鹿記念酒造博物館を開館するなどし、平成18年（2006年）から代表取締役会長、平成25年（2013年）からは取締役相談役を務める。妻は野田醤油（現・キッコーマン）の高梨兵左衛門（小一郎）の娘、辰馬本家酒造現会長の辰馬健仁は章夫夫妻の次男。四男の辰馬伸介は、ホテルヒューイット甲子園を経営するロテルド甲子園株式会社代表取締役。14代目吉男の次女は星島二郎の甥・星島和一郎に嫁いだ。平成18年（2006年）、辰馬章夫社長が代表取締役会長に就任し、新代表取締役社長に辰馬健仁が就任。令和2年（2020年）、会長兼社長の辰馬健仁が代表権のない会長になり、辰馬清が社長に昇格した。

## 商品

### 日本酒

#### 純米大吟醸酒
- 黒松白鹿 純米大吟醸
- 黒松白鹿 千年壽 純米大吟醸

#### 純米吟醸酒
- 黒松白鹿 純米吟醸
- 黒松白鹿 かおり 純米吟醸 プレミアム
- 上撰 黒松白鹿 純米吟醸

#### 吟醸酒
- 特撰 黒松白鹿 吟醸生貯蔵酒

#### 純米酒
- 黒松白鹿 純米
- 黒松白鹿 山田錦 辛口 純米 シルク
- 超特撰 黒松白鹿 特別純米 山田錦 原酒
- 超特撰 黒松白鹿 特別純米 山田錦
- 黒松白鹿 純米樽酒
- 黒松白鹿 純米 辛口
- 黒松白鹿 灘仕込 特別純米
- 黒松白鹿 純米酒

#### 本醸造酒
- 上撰 黒松白鹿 超辛 本醸造 搾りたて生原酒
- 超特撰 黒松白鹿 特別本醸造
- 特撰 黒松白鹿 本醸造 四段仕込
- 特撰 黒松白鹿 喜十郎 特別本醸造
- 上撰 黒松白鹿 本醸造
- 特撰 黒松白鹿 特別本醸造 山田錦
- 上撰 黒松白鹿 超辛 本醸造
- 特撰 黒松白鹿 本醸造 四段仕込 プリント瓶
- 上撰 黒松白鹿 本醸造生貯蔵酒

#### 普通酒
- 白鹿 辛口
- 上撰 白鹿
- 上撰 白鹿 アルミカン
- 上撰 白鹿 グラスカップ
- 佳撰 白鹿
- 佳撰 白鹿 超辛
- 白鹿 灘仕込
- 白鹿 鹿カップ
- 白鹿 旨口鹿
- 白鹿 淡麗辛口
- 上撰 白鹿 本荷樽
- 上撰 白鹿 別製本荷樽
- 上撰 白鹿 仮巻樽

#### 古酒
- 黒松白鹿 こしゅ10年貯蔵

#### 料理酒
- 酒蔵割烹酒

### リキュール
- 白鹿 花琥珀 梅
- 白鹿 花琥珀 さくらんぼ
- 白鹿 花琥珀 ゆず&日向夏
- 白鹿 森の果物 白桃

### 食品

#### 奈良漬
- 白鹿 奈良漬 パック詰
- 白鹿 奈良漬 瓜きざみ

#### 酒粕
- 白鹿 吟醸酒粕 スパウトパウチ詰
- 白鹿 踏込粕
- 白鹿 板粕
- 白鹿 酒粕 成形

#### 甘酒
- 白鹿 蔵出し甘酒

## 過去の提供番組
- 天皇の世紀（ABC）
- お荷物小荷物・カムイ編（ABC）
- 君たちは魚だ（ABC）
- 必殺シリーズ（ABC）
  - 必殺仕掛人
  - 必殺仕置人
  - 助け人走る
  - 暗闇仕留人
  - 必殺必中仕事屋稼業（13話まで）
- 影同心・影同心Ⅱ（MBS）
- 隠し目付参上（MBS）
- 特捜最前線（テレビ朝日）

### CM出演者
- 竹野内豊（黒松白鹿）
- 太宰久雄（黒松白鹿）
- マリーン（生貯蔵酒）

## 白鹿グループ
- 学校法人辰馬育英会（甲陽学院中・高の運営を行う）
- 甲陽学院中学校・高等学校[外部リンク 1]
- 学校法人千歳学園（松秀幼稚園[外部リンク 2]）
- 社会福祉法人清松学園（かえで保育園[外部リンク 3]）
- 白鹿記念酒造博物館[外部リンク 4]（酒造りに関する資料を公開）
- 白鹿クラシックス[外部リンク 5]（レストラン事業・直販事業）
- 香炉園テニスクラブ[外部リンク 6]
- 白鹿メンテナンスサービス
- 夙川土地株式会社

## 関係企業
同根
- 辰馬汽船→新日本汽船→山下新日本汽船→ナビックスライン（現：商船三井）
- 辰馬海上火災保険→興亜火災海上保険（現：損保ジャパン）
- 雄洋海運（現：ENEOSオーシャン）